# Michael P. Murphy
Michael Patrick Murphy (Smithtown, 7 de maio de 1976 – Kunar, 28 de junho de 2005) foi um oficial dos Navy SEALs da Marinha dos Estados Unidos que recebeu a mais alta condecoração militar dos Estados Unidos, a Medalha de Honra, por suas ações durante a Guerra no Afeganistão. Ele foi o primeiro membro da Marinha dos Estados Unidos a receber a medalha desde a Guerra do Vietnã. Outras condecorações postumas incluem a Medalha Estrela de Prata e o Coração Púrpuro.
Michael Murphy nasceu e foi criado no Condado de Suffolk, Nova Iorque. Ele se formou na Universidade Estadual da Pensilvânia com honras e dupla graduação em ciência política e psicologia. Após a faculdade, ele aceitou uma comissão na Marinha dos Estados Unidos e se tornou um Navy SEAL em julho de 2002. Após participar de várias missões na Guerra ao Terrorismo, ele foi morto em 28 de junho de 2005, depois que sua equipe foi descoberta e cercada pelas forças Talibãs perto de Assadabade, Afeganistão.
O navio da Marinha dos Estados Unidos USS Michael Murphy e vários prédios civis e militares foram nomeados em sua homenagem.

## Primeiros anos e educação
Murphy nasceu em 7 de maio de 1976, em Smithtown, Nova Iorque, filho de pais americano-irlandeses Maureen e Daniel Murphy, um ex-vice-procurador do condado de Suffolk e um veterano ferido da Guerra do Vietnã. Ele foi criado em Patchogue, Nova Iorque. Ele frequentou a Escola Intermediária Saxton, onde jogou futebol juvenil e futebol infantil, com seu pai atuando como treinador. No ensino médio, ele continuou praticando esportes e trabalhou como salva-vidas na praia da cidade de Brookhaven em Lake Ronkonkoma, Nova Iorque durante o verão. Ele voltou ao emprego todos os verões durante seus anos de faculdade.
Murphy era conhecido por seus amigos como "Murph" e como "O Protetor" durante seus anos no ensino médio. Na 8ª série, ele protegeu uma criança com necessidades especiais que estava sendo empurrada para dentro de um armário por um grupo de meninos, terminando com Murphy afastando fisicamente os agressores da criança. Esta foi a única vez que o diretor da escola teve que informar os pais de Murphy sobre um problema 'disciplinar'; seus pais posteriormente relataram que não poderiam estar mais orgulhosos. Ele também protegeu um homem sem-teto que estava sendo atacado enquanto recolhia latas. Ele espantou os agressores e ajudou o homem a recolher suas latas.
Em 1994, Murphy se formou no Patchogue-Medford High School e foi para a The Pennsylvania State University (Penn State). Ele se formou em 1998 com dupla graduação em ciência política e psicologia. Murphy estava noivo de sua namorada da faculdade, Heather Duggan, e o casamento deles estava marcado para novembro de 2005.

## Carreira

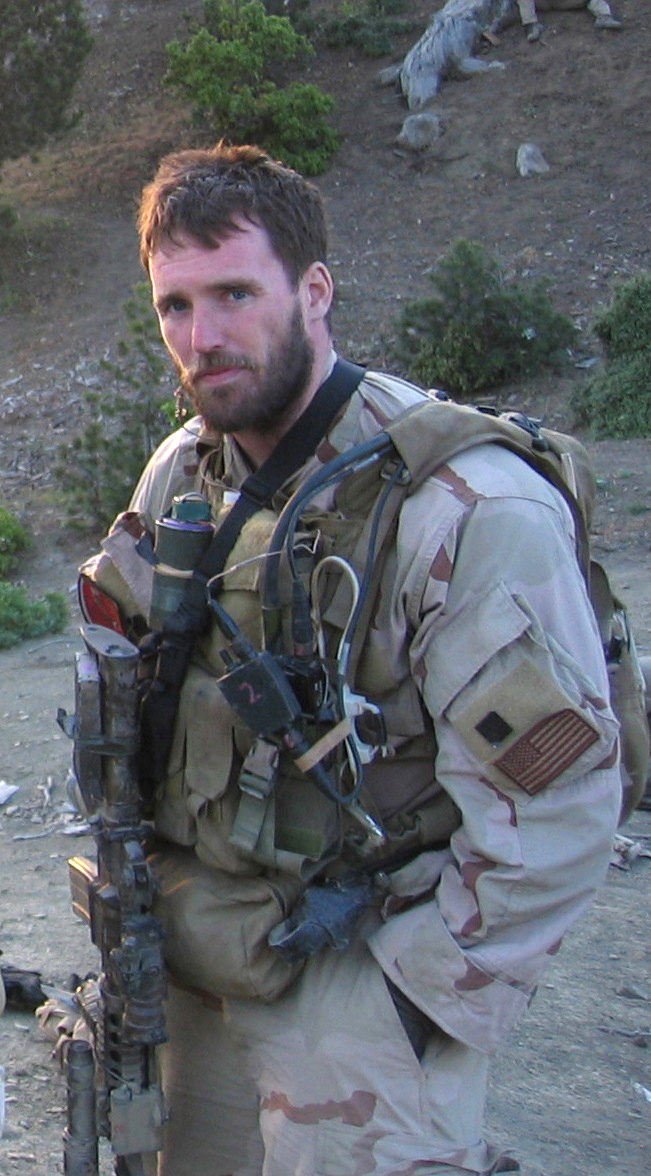
Murphy no Afeganistão

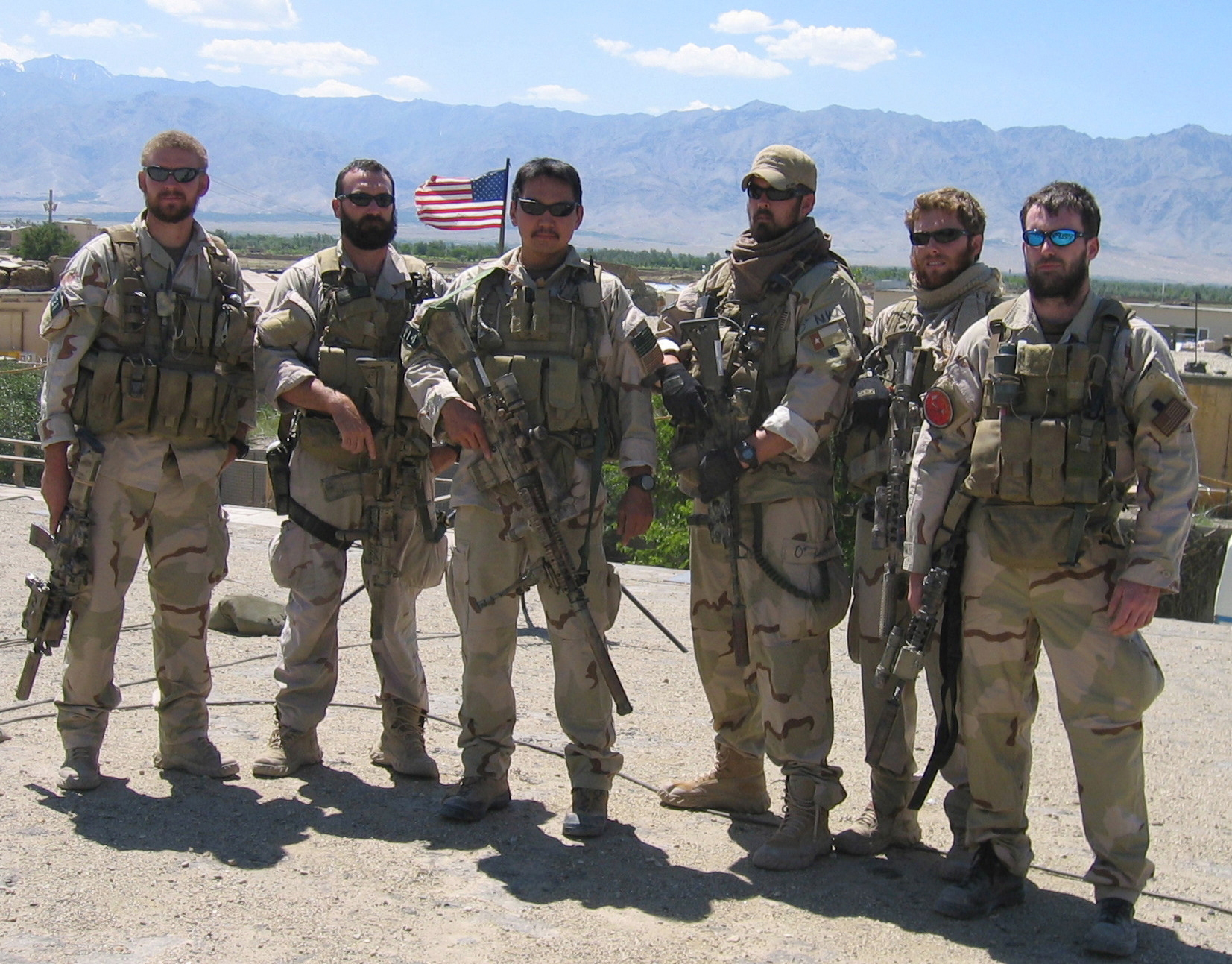
Navy SEALs da Operação Red Wings, com Murphy à extrema direita

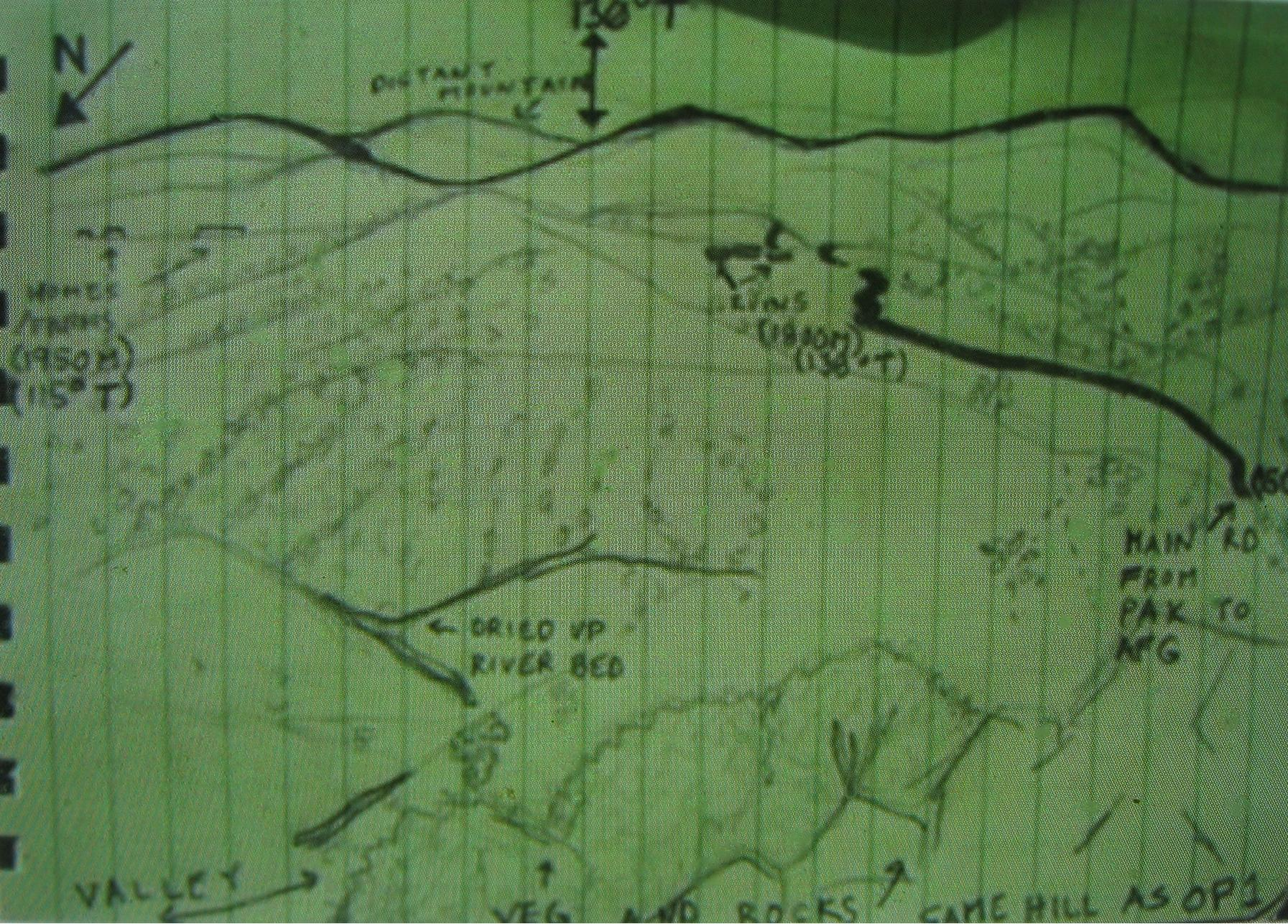
O mapa fornecido aos SEALs da Marinha dos EUA detalhando sua missão

Após se formar na Penn State, Murphy se candidatou e foi aceito em várias faculdades de direito, mas decidiu participar de sessões de orientação dos Navy SEALs na Academia Marítima dos Estados Unidos. Em setembro de 2000, ele aceitou uma nomeação para a Escola de Candidatos a Oficiais da Marinha dos EUA em Pensacola, Flórida. Em 13 de dezembro daquele ano, ele foi comissionado como Alferes na Marinha e iniciou o treinamento Básico de Demolição Subaquática/SEAL (BUD/S) em Coronado, Califórnia, em janeiro de 2001, formando-se eventualmente na Turma 236 em novembro de 2001.
Após se formar no BUD/S, ele frequentou a United States Army Airborne School, o Treinamento de Qualificação dos SEALs e a escola de Veículo de Entrega dos SEALs (SDV). Murphy conquistou seu Tridente dos SEALs e se juntou à Equipe SDV ONE (SDVT-1) em Pearl Harbor, Havaí, em julho de 2002. Em outubro de 2002, ele foi enviado com o Pelotão Foxtrot para a Jordânia como oficial de ligação para o Exercício Early Victor. Após seu serviço com o SDVT-1, Murphy foi designado para o Comando de Operações Especiais Central (SOCCENT) na Flórida e implantado no Catar em apoio à Operação Liberdade Iraquiana. Após retornar do Catar, ele foi enviado para Djibouti para auxiliar no planejamento operacional de futuras missões com SDV.

### Combate no Afeganistão
No início de 2005, Murphy foi designado para a Equipe de Veículo de Entrega dos SEALs ONE como oficial responsável pelo Pelotão Alpha e implantado no Afeganistão em apoio à Operação Liberdade Duradoura. Durante a implantação, Murphy era conhecido por usar o emblema da Engine Co. 53 e Ladder Co. 43 do FDNY ("Os Melhores de El Barrio") em memória dos ataques terroristas de 11 de setembro e de um amigo bombeiro do FDNY que havia falecido naquele dia. Pouco antes de ser implantado no Afeganistão, Murphy havia pedido vários emblemas a um amigo próximo que havia sido designado para a estação.

#### Operação Red Wings
A Operação Red Wings foi uma missão contra-insurgente na província de Kunar, Afeganistão, envolvendo uma equipe de reconhecimento especial de quatro homens dos SEALs da Marinha dos Estados Unidos. Murphy e outros dois SEALs da equipe, Danny Dietz e Matthew Axelson, foram mortos durante os combates, além de outros 16 membros das forças especiais dos Estados Unidos, que foram mortos quando seu helicóptero foi derrubado ao tentar extrair a equipe de reconhecimento dos SEALs. Antes do abatimento de um helicóptero em 2011, a Operação Red Wings foi tanto a maior perda de vidas para as forças americanas no Afeganistão desde o início da invasão e a maior perda para os SEALs desde a Guerra do Vietnã.
Murphy era o comandante da equipe de reconhecimento composta por si mesmo, Danny Dietz, Matthew Axelson e Marcus Luttrell. A equipe recebeu a missão de realizar vigilância de um importante líder talibã, Ahmad Shah (codinome Ben Sharmak), que comandava um grupo de insurgentes conhecido como os "Mountain Tigers", a oeste de Assadabade. Eles foram deixados de helicóptero em uma área remota e montanhosa a leste de Assadabade na província de Kunar, perto da fronteira com o Paquistão. Após uma infiltração inicial bem-sucedida, pastores de cabras locais encontraram a localização dos SEALs. Incapazes de verificar qualquer intenção hostil por parte dos pastores, a equipe os deixou partir. Moradores hostis, possivelmente os pastores que eles liberaram, alertaram as forças Talibãs próximas, que cercaram e atacaram a pequena equipe. Custando sua própria vida, Murphy conseguiu enviar uma mensagem para as forças amigas sobre sua situação, o que levou ao envio de reforços em um helicóptero MH-47 Chinook. O helicóptero foi abatido por um RPG, matando todas as 16 pessoas a bordo; oito eram SEALs, os outros oito eram membros do 160th SOAR.
Murphy, Dietz e Axelson foram mortos na ação. Luttrell foi o único sobrevivente americano e foi eventualmente resgatado, após ter vagado pelas montanhas antes de ser acolhido por aldeões afegãos locais amigáveis. Todos os três homens de Murphy receberam a segunda maior honra da Marinha dos Estados Unidos, a Navy Cross, por sua participação na batalha; juntamente com a Medalha de Honra de Murphy, sua equipe se tornou a mais condecorada na história dos SEALs da Marinha.
Como consequência disso, as Forças Armadas dos Estados Unidos não permitem mais que apenas 4 homens participem de operações como essa. Agora, é padrão ter 8 ou mais homens em tal operação.[carece de fontes?]

## Morte

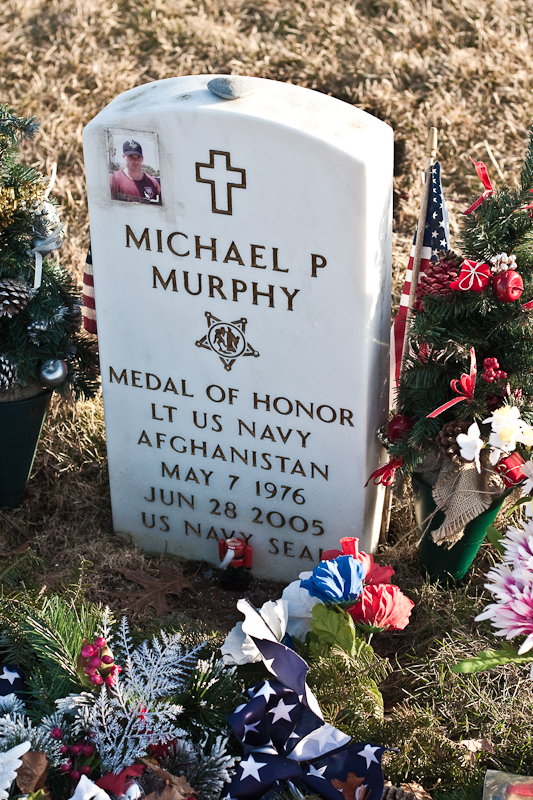
Túmulo de Murphy no Cemitério Nacional de Calverton

Murphy foi morto em 28 de junho de 2005 durante a Operação Red Wings. Ele saiu da cobertura e se dirigiu a uma clareira longe das montanhas, expondo-se a uma chuva de tiros para obter um sinal claro em seu telefone via satélite para poder contatar a sede e transmitir a situação desesperadora de sua equipe e solicitar suporte imediato. Ele largou o telefone via satélite depois de ser atingido mais de 14 vezes, mas pegou o telefone de volta e concluiu a ligação. Murphy despediu-se dizendo "Obrigado", e continuou lutando de sua posição exposta até morrer devido aos ferimentos.
Em 4 de julho de 2005, os restos mortais de Murphy foram recuperados por um grupo de soldados americanos durante uma operação de busca e resgate em combate e retornados aos Estados Unidos. Em 13 de julho, Murphy foi enterrado com todas as honras militares no Cemitério Nacional de Calverton.

## Prêmios e condecorações
| Uma imagem dourada que representa uma águia empoleirada em uma âncora, segurando um tridente com uma garra e uma arma na outra |                                                                             | | | | |  |  |  |  |  |  |
| Uma fita militar azul clara com cinco estrelas brancas de cinco pontas cada                                                    | Uma fita militar azul clara com cinco estrelas brancas de cinco pontas cada | Uma fita militar roxa com uma linha branca grossa em cada extremidade | Uma fita militar roxa com uma linha branca grossa em cada extremidade | Uma fita militar multicolorida. Da esquerda para a direita, a cor do padrão é faixa amarela muito grossa, faixa vermelha fina, faixa branca fina, faixa azul fina, faixa patela muito grossa, faixa vermelha muito grossa | Uma fita militar multicolorida. Da esquerda para a direita, a cor do padrão é faixa amarela muito grossa, faixa vermelha fina, faixa branca fina, faixa azul fina, faixa patela muito grossa, faixa vermelha muito grossa |  |  |  |  |  |  |
| |                                                                             | | | Uma fita militar multicolorida. Da esquerda para a direita, o padrão de cores é faixa vermelha muito grossa, faixa branca fina, faixa azul fina, faixa branca fina, faixa vermelha fina, faixa dourada muito grossa, faixa vermelha fina, faixa branca fina, faixa azul fina, faixa branca fina, faixa vermelha muito grossa | |  |  |  |  |  |  |
| |                                                                             | | | Uma fita militar azul-escura com uma faixa amarela grossa, faixa vermelha grossa, espaço e, em seguida, uma faixa branca, refletida do outro lado | |  |  |  |  |  |  |
| |                                                                             | Uma fita militar azul-escura com três listras verdes finas. Uma faixa está no centro da fita e as outras duas estão perto da borda da fita. Há um grande E prateado centralizado na fita | Uma fita militar azul-escura com três listras verdes finas. Uma faixa está no centro da fita e as outras duas estão perto da borda da fita. Há um grande E prateado centralizado na fita | Uma fita militar azul-escura com duas linhas verdes espessas, uma em cada extremidade da fita, com um grande E prateado centralizado na fita | Uma fita militar azul-escura com duas linhas verdes espessas, uma em cada extremidade da fita, com um grande E prateado centralizado na fita                                                                              |  |  |  |  |  |  |
| |                                                                             | | | | |  |  |  |  |  |  |

| Special Warfare Insignia                                              |                                                               |                                                               |                                                               |                                                                  |                                                                  |                                                                  |                                                                    |                                                                    |                                                                    |
| Primeira linha                                                        | Medalha de Honra                                              | Medalha de Honra                                              | Medalha de Honra                                              | Medalha do Coração Púrpura                                       | Medalha do Coração Púrpura                                       | Medalha do Coração Púrpura                                       | Medalha de Comenda do Serviço Conjunto                             | Medalha de Comenda do Serviço Conjunto                             | Medalha de Comenda do Serviço Conjunto                             |
| Segunda linha                                                         | Medalha de Comenda da Marinha e do Corpo de Fuzileiros Navais | Medalha de Comenda da Marinha e do Corpo de Fuzileiros Navais | Medalha de Comenda da Marinha e do Corpo de Fuzileiros Navais | Fita de Ação em Combate                                          | Fita de Ação em Combate                                          | Fita de Ação em Combate                                          | Medalha do Serviço de Defesa Nacional                              | Medalha do Serviço de Defesa Nacional                              | Medalha do Serviço de Defesa Nacional                              |
| Terceira linha                                                        | Medalha da Campanha do Afeganistão com 1 estrela de campanha  | Medalha da Campanha do Afeganistão com 1 estrela de campanha  | Medalha da Campanha do Afeganistão com 1 estrela de campanha  | Medalha Expedicionária da Guerra Global contra o Terrorismo      | Medalha Expedicionária da Guerra Global contra o Terrorismo      | Medalha Expedicionária da Guerra Global contra o Terrorismo      | Medalha de Serviço da Guerra Global contra o Terrorismo            | Medalha de Serviço da Guerra Global contra o Terrorismo            | Medalha de Serviço da Guerra Global contra o Terrorismo            |
| Quarta linha                                                          | Fita de Implantação de Serviço do Mar da Marinha              | Fita de Implantação de Serviço do Mar da Marinha              | Fita de Implantação de Serviço do Mar da Marinha              | Medalha de Tiro de Fuzil da Marinha com dispositivo especialista | Medalha de Tiro de Fuzil da Marinha com dispositivo especialista | Medalha de Tiro de Fuzil da Marinha com dispositivo especialista | Medalha de Tiro de Pistola da Marinha com dispositivo especialista | Medalha de Tiro de Pistola da Marinha com dispositivo especialista | Medalha de Tiro de Pistola da Marinha com dispositivo especialista |
| Distintivo de Paraquedista da Marinha e do Corpo de Fuzileiros Navais |                                                               |                                                               |                                                               |                                                                  |                                                                  |                                                                  |                                                                    |                                                                    |                                                                    |

### Medalha de Honra
Em 11 de outubro de 2007, a administração Bush anunciou que Murphy seria agraciado com a Medalha de Honra, concedida postumamente, durante uma cerimônia na Casa Branca em 22 de outubro de 2007.
A Medalha de Honra é a mais alta condecoração militar concedida pelo governo dos Estados Unidos e é conferida a um membro das forças armadas que se distingue "...notavelmente por bravura e intrepidez, arriscando sua vida acima e além do chamado do dever, enquanto envolvido em ação contra um inimigo dos Estados Unidos..." Devido à natureza da premiação, é comumente concedida postumamente.

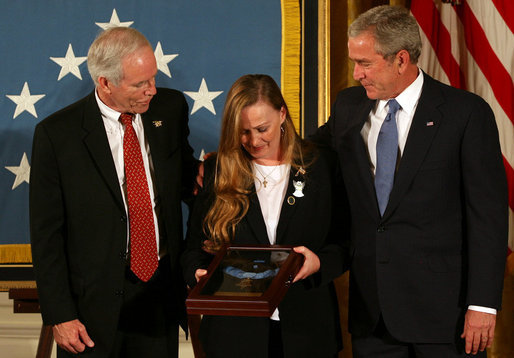
Os pais do Tenente Murphy recebem sua medalha do Presidente Bush.

O Presidente George W. Bush apresentou a Medalha de Honra de Murphy a seus pais em 22 de outubro de 2007.

#### Citação
Pela bravura e intrepidez notáveis, arriscando sua vida acima e além do chamado do dever, como líder de um elemento de reconhecimento especial com a unidade de tarefa de guerra especial naval no Afeganistão, nos dias 27 e 28 de junho de 2005.
Enquanto liderava uma missão para localizar um líder de milícia anti-coalizão de alto nível, o Tenente Murphy demonstrou heroísmo extraordinário diante de perigo iminente nas proximidades de Asadabad, província de Kunar, Afeganistão. Em 28 de junho de 2005, operando em uma área extremamente acidentada controlada pelo inimigo, a equipe do Tenente Murphy foi descoberta por simpatizantes da milícia anti-coalizão, que revelaram sua posição aos combatentes do Talibã. Como resultado, entre 30 e 40 combatentes inimigos cercaram sua equipe de quatro membros. Demonstrando uma resolução excepcional, o Tenente Murphy liderou corajosamente seus homens no combate contra a grande força inimiga. O intenso tiroteio resultou em numerosas baixas inimigas, bem como no ferimento de todos os quatro membros da equipe. Ignorando seus próprios ferimentos e demonstrando compostura excepcional, o Tenente Murphy continuou liderando e encorajando seus homens. Quando o comunicador principal foi mortalmente ferido, o Tenente Murphy tentou repetidamente pedir ajuda para seus companheiros em apuros. Percebendo a impossibilidade de comunicar-se na área de terreno extremo e diante de uma morte quase certa, ele lutou para chegar a uma posição aberta que permitisse transmitir um chamado. Esse ato deliberado e heroico o privou de proteção, expondo-o a tiros diretos do inimigo. Finalmente, conseguindo entrar em contato com sua sede, o Tenente Murphy manteve sua posição exposta enquanto fornecia sua localização e solicitava apoio imediato para sua equipe. Em seu último ato de bravura, ele continuou a enfrentar o inimigo até ser mortalmente ferido, dando corajosamente sua vida por seu país e pela causa da liberdade. Com sua liderança altruísta, o Tenente Murphy refletiu grande crédito sobre si mesmo e manteve as mais altas tradições do Serviço Naval dos Estados Unidos.

## Legado
Durante sua carreira militar, Murphy recebeu 11 diferentes condecorações militares, incluindo a Medalha de Honra, a Coração Púrpuro, a Joint Service Commendation Medal e a Navy Commendation Medal. Desde sua morte, a escola secundária que ele frequentou, um correio em sua cidade natal, um parque e um destroyer de mísseis guiados, o USS Michael Murphy (DDG-112), foram nomeados em sua homenagem.
Além da Medalha de Honra, de suas condecorações militares e de sua inscrição no Salão dos Heróis no Pentágono, Murphy recebeu várias outras homenagens.

### Memorial Michael P. Murphy
A contribuição dos formandos da turma de 2011 da Universidade Penn State foi um memorial em homenagem ao Tenente Michael P. Murphy, com o intuito de homenagear todos os veteranos que serviram os Estados Unidos. A parede atrás do memorial é gravada com uma frase em grego que significa "Com ele [seu escudo], ou sobre ele", fazendo referência à antiga tradição espartana de que um guerreiro voltava para casa de uma batalha "com seu escudo" após uma vitória, ou morto sendo levado para casa "sobre seu escudo" após uma derrota. Um guerreiro grego não poderia escapar do campo de batalha a menos que abandonasse o pesado e incômodo escudo. Portanto, "perder seu escudo" significava recuar.

### Parque Memorial Michael P. Murphy
Em 7 de maio de 2006, no que seria seu 30º aniversário, a cidade natal de Murphy dedicou o Parque Memorial Michael P. Murphy, anteriormente conhecido como Parque Lake Ronkonkoma. O parque contém um muro de granito preto dedicado aos homens perdidos na Operação Red Wings, com o nome de cada membro inscrito. Uma pedra de granito preto embutida na praça exibe a foto de Murphy e sua Medalha de Honra.
O memorial foi vandalizado por um adolescente de 14 anos em 2018. Os pais de Murphy perdoaram o adolescente e afirmaram que não acreditavam que "ele entendesse a importância do que havia feito".

### Agência Postal dos Estados Unidos Tenente Michael P. Murphy

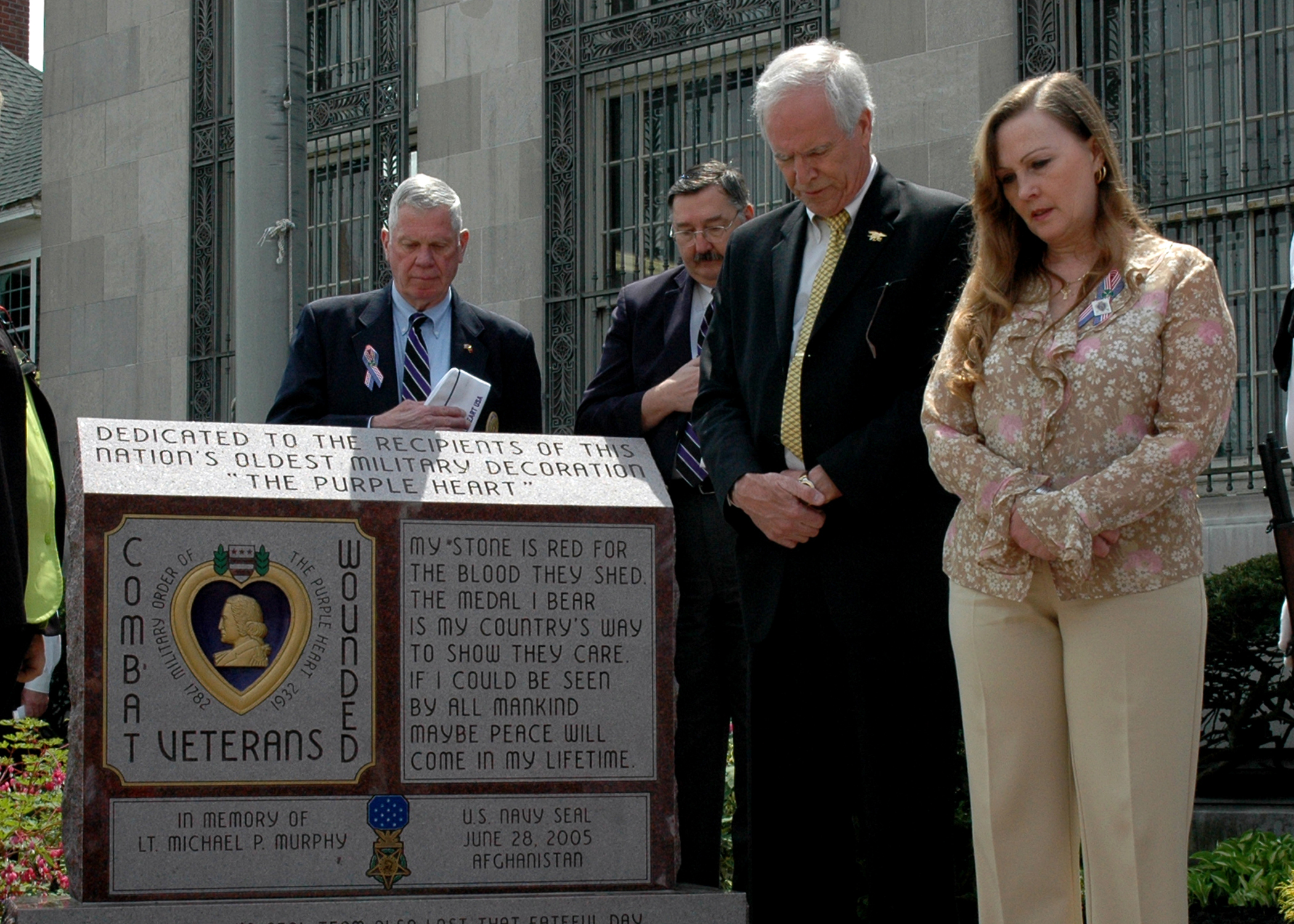
Daniel e Maureen Murphy ao lado de um monumento em frente à Agência Postal dos Estados Unidos Tenente Michael P. Murphy em Patchogue, Nova Iorque.

Em 7 de maio de 2007, a Agência Postal dos Estados Unidos Tenente Michael P. Murphy foi dedicada em Patchogue, Nova Iorque. O pedido para renomear a histórica Agência Postal dos Estados Unidos localizada no número 170 da East Main Street em Patchogue, Nova Iorque, foi apresentado como o projeto de lei H.R. 4101 ao 109º Congresso. Em 3 de janeiro de 2006, o 109º Congresso aprovou o pedido e em 1º de agosto de 2006, ele foi assinado pelo Presidente George W. Bush e tornou-se a Lei Pública No: 109–256.
O estabelecimento dos Correios dos Estados Unidos localizado no número 170 da East Main Street em Patchogue, Nova Iorque, será conhecido e designado como 'Edifício Agência Postal Tenente Michael P. Murphy'."

### USSMichael Murphy(DDG-112)

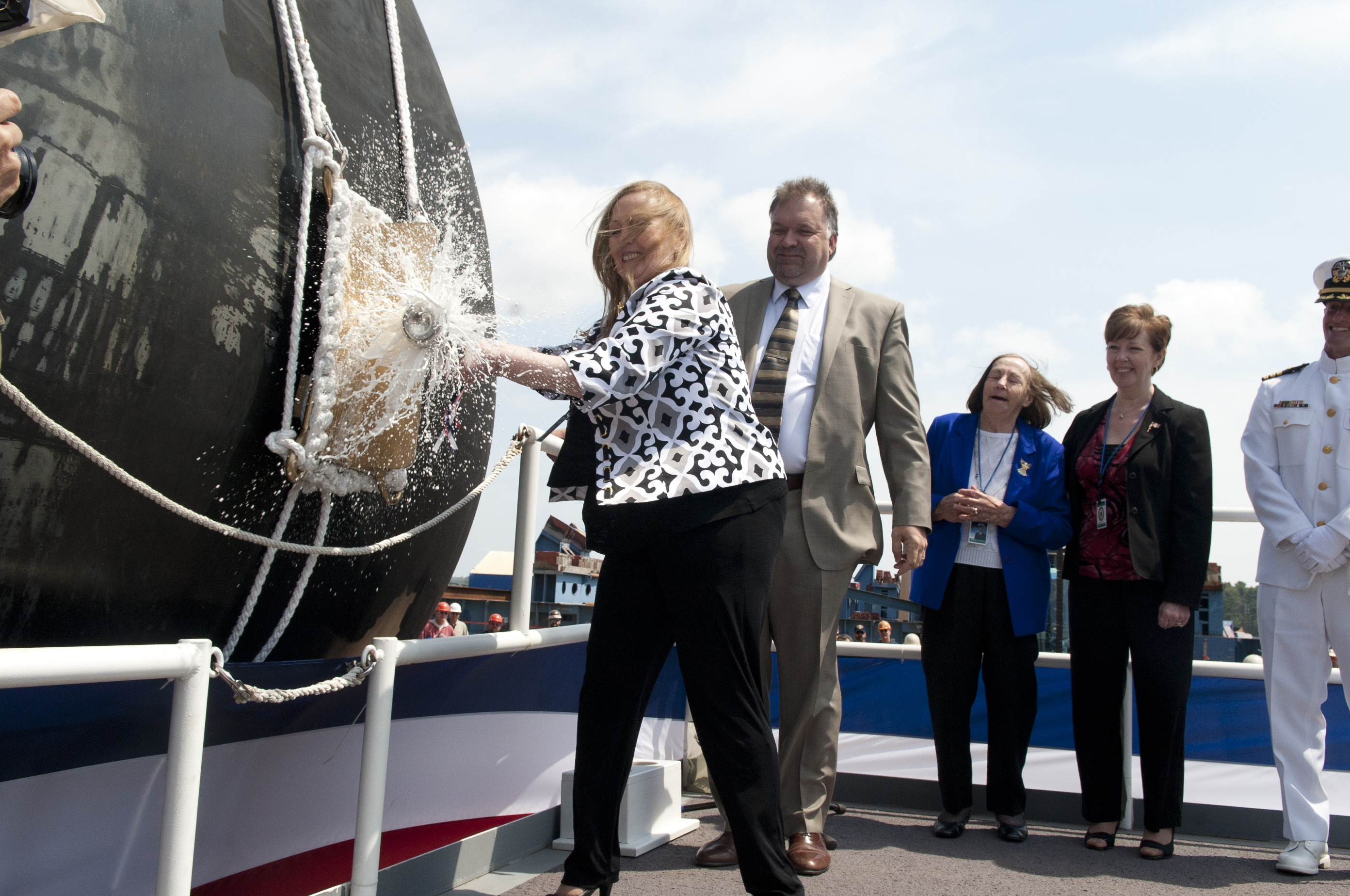
Maureen Murphy quebra uma garrafa de champanhe para batizar o navio nomeado em homenagem a seu filho, o USS Michael Murphy

Em 7 de maio de 2008, o Secretário da Marinha Donald C. Winter anunciou que o DDG-112, o último destróier da classe Arleigh Burke planejado na época, seria nomeado USS Michael Murphy (DDG-112) em homenagem a Murphy. Em 7 de maio de 2011, no que seria o 35º aniversário de Murphy, o USS Michael Murphy foi batizado por sua mãe, Maureen Murphy, a patrocinadora do navio.

### Lt. Michael P. Murphy Combat Training Pool

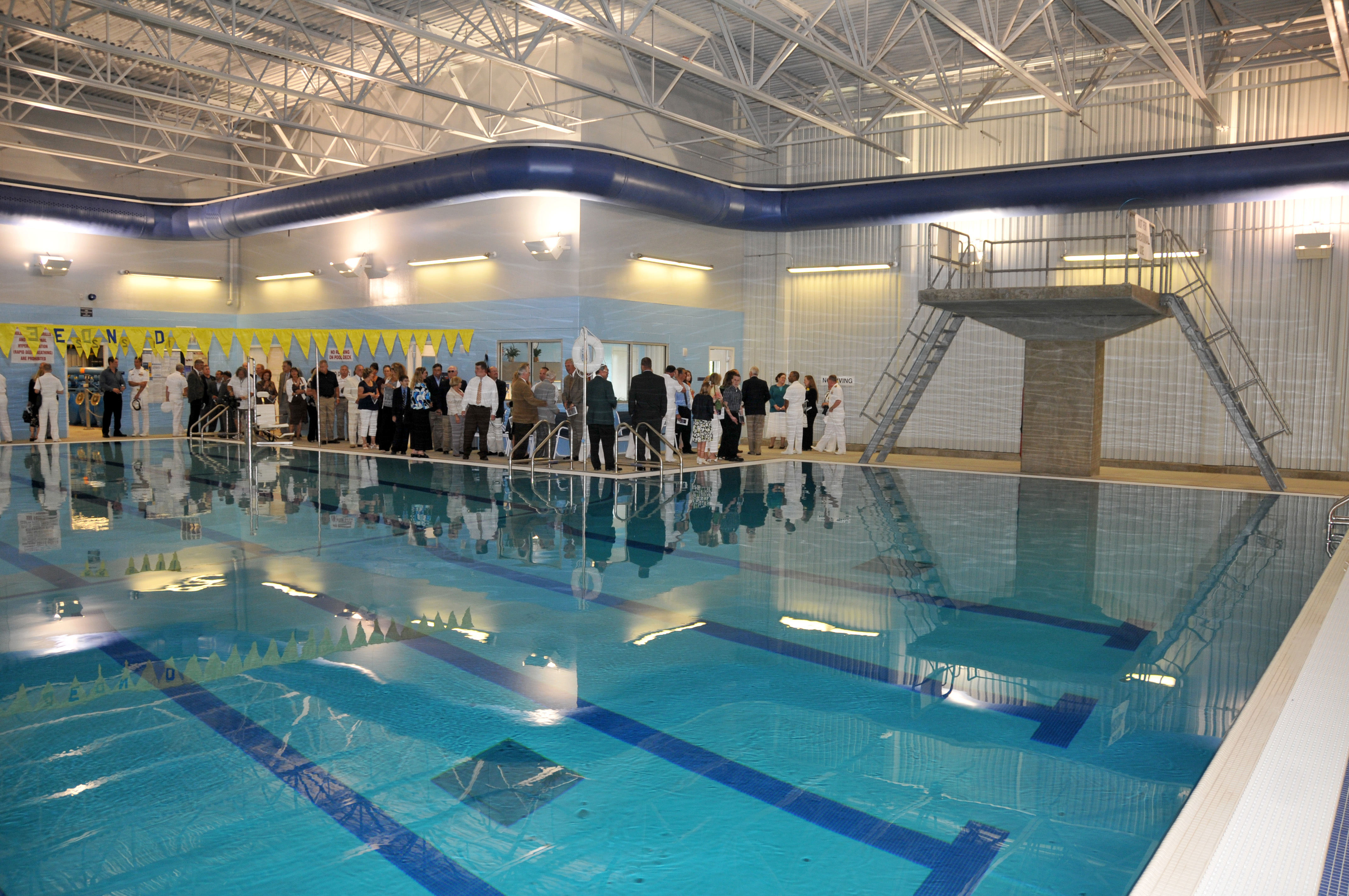
Convidados visitam a nova Piscina de Treinamento de Combate Tenente Michael Murphy durante uma cerimônia de dedicação no Comando de Treinamento de Oficiais, Newport. A piscina será usada por candidatos a oficial e estudantes do Comando de Treinamento de Oficiais Newport para qualificações de natação.

Em 9 de julho de 2009, a recém-construída Piscina de Treinamento de Combate no Naval Station Newport, Rhode Island, foi dedicada em homenagem a Murphy. A piscina tem um formato em L, com 8 raias e contém aproximadamente 347.000 galões de água clorada. A piscina de treinamento é usada principalmente pelo Comando de Treinamento de Oficiais, Newport para qualificações e treinamentos de natação. Também possui uma plataforma de treinamento a três metros acima da água, usada para treinamentos militares, exercícios de abandono de navio, entre outros.

### Lt. Michael P. Murphy/Penn State Veterans Plaza
Em 2 de novembro de 2010, foi anunciado que o presente dos alunos do último ano da Pennsylvania State University (universidade em que Murphy estudou), da turma de 2011, seria a Lt. Michael P. Murphy/Penn State Veterans Plaza. A praça homenageará todos os veteranos da Penn State e Murphy, o único receptor da Medalha de Honra da Penn State.

### Placa Memorial dos Recipientes da Medalha de Honra de Long Island
O Hospital de Veteranos dos Estados Unidos em Northport, Long Island, Nova Iorque, mantém uma placa memorial que lista todos os recipientes da Medalha de Honra que viveram em Long Island. O nome do Tenente Murphy foi colocado em honra a este memorial logo após ele receber a Medalha de Honra. Outras pessoas homenageadas incluem o Presidente Theodore Roosevelt, o General Theodore Roosevelt Jr., e o herói de Eastern Long Island, Garfield Langhorn, colega de Murphy. O memorial, que está localizado no final do saguão do hospital, está em proximidade próxima ao local de trabalho de sua mãe no hospital. [carece de fontes?]

### Campus do Ensino Médio
Em abril de 2014, a Patchogue-Medford High School, em Medford, Nova Iorque, nomeou seu campus de "Navy (SEAL) Lt. Michael P. Murphy Campus" em homenagem ao seu antigo aluno falecido.

### Unidade dos Sea Cadets
A unidade dos Sea Cadets de West Sayville, Nova Iorque, é chamada de "Lt. Michael P. Murphy Division" e tem sediado e patrocinado eventos em homenagem a Murphy.[carece de fontes?]

### Mural Memorial no Fort Hamilton MEPS
O Fort Hamilton MEPS nomeou a sala onde os novos recrutas de todos os ramos prestam o juramento de serviço em homenagem a Murphy. Dentro da sala, há um mural memorial dedicado a Murphy.[carece de fontes?]

### Prêmio de Cidadão Distinto Lt. Michael P Murphy
O conselho da região central da Pensilvânia da Navy League of the United States concede o "Prêmio de Cidadão Distinto Lt. Michael P Murphy" em seu nome. O prêmio homenageia cidadãos não pertencentes à ativa que personificam seu caráter e compromisso com seu país e sua comunidade.

### Estação do Corpo de Bombeiros FDNY Engine Co. 53, Ladder Co. 43
Durante sua implantação, Murphy usava o emblema do FDNY Engine Co. 53, Ladder Co. 43 em suas fardas em memória ao 11 de setembro e aos bombeiros perdidos naquele dia. Honrada por essa ação e por seu sacrifício, a estação enviou três representantes formais para sua cerimônia de Medalha de Honra. Após sua morte, vários de seus colegas SEALs visitaram a estação e presentearam-nos com uma placa memorial em nome de Murphy. Desde então, a estação desenvolveu uma conexão especial com os SEALs; membros do serviço militar de folga na área são bem-vindos para passar a noite na estação, incluindo aqueles de outros ramos das forças armadas. Um capitão da estação na época afirmou que "é nossa maneira de mostrar a esses caras que apreciamos o que eles fazem. Nossa casa de bombeiros é a casa deles".

### Treino "Murph"
Murphy criou seu próprio treino no estilo CrossFit chamado "Body Armor", que envolvia corridas, exercícios de empurrar, puxar e levantar pesos enquanto usava colete à prova de balas, um colete de 16,4 lb (7,4 kg) que ele usava durante sua implantação. Após a morte de Murphy, o treino Body Armor começou a se tornar popular entre os times de SEALs em todo lugar, pois podia ser realizado praticamente em qualquer lugar e exigia muito pouco equipamento. Em 17 de agosto de 2005, Greg Glassman, o fundador do CrossFit, publicou o treino no site do CrossFit como o Treino do Dia (WOD, na sigla em inglês). Agora, o treino é frequentemente realizado em afiliados do CrossFit, bases militares e navios da Marinha ao redor do mundo no Dia Memorial.

### Museu Navy SEAL LT Michael P. Murphy
O Museu Navy SEAL LT Michael P. Murphy / Instalação de Treinamento dos Sea Cadets é um prédio de dupla finalidade localizado em West Sayville, Nova Iorque, com um museu dedicado a contar a história, o legado e os sacrifícios dos operadores de Guerra Naval Especial desde a Segunda Guerra Mundial e as equipes de demolição subaquática até os dias atuais, incluindo a Guerra ao Terror, com sete salas de exposições, um teatro e a atração SEAL Adventure Ride. O prédio também abriga uma Instalação de Treinamento dos Sea Cadets, que é o lar da Divisão Sea Cadet LT Michael P. Murphy do United States Naval Sea Cadet Corps.

## Na mídia
No filme de 2013 Lone Survivor, Murphy é interpretado pelo ator Taylor Kitsch.
Murph: The Protector é um documentário de 2013 sobre Murphy, contado por sua família e amigos.